# Croc (magazine)
Pour les articles homonymes, voir Croc.
 (mai 2010).
Croc est un magazine québécois d’humour publié mensuellement de 1979 à 1995 à Montréal au Canada. Un numéro spécial est publié 40 ans après sa fondation en octobre 2019.
Croc est sous-titré « C'est pas parce qu'on rit que c'est drôle » jusqu'en juin 1983 (inclusivement), puis « Le magazine qu'on rit » jusqu'en août 1990, puis « Dangereusement drôle » jusqu'en août 1993, puis aucun sous-titre, à quelques rares exceptions.

## Description du contenu
Le magazine est fondamentalement une publication consacrée à l'humour sous toutes ses formes.  Le contenu de Croc est composé principalement de textes, de photos, d'illustrations et de bandes dessinées humoristiques ayant pour sujets différents aspects de la culture populaire québécoise, entre autres la politique, la télévision, le cinéma et la musique populaire. 
Les collaborateurs sont presque tous d'origine canadienne et sont francophones, provenant majoritairement de la région de la ville de Montréal. On y compte entre autres Claude Meunier, Michel Rivard et Serge Grenier. L'équipe de Croc était en faveur de l'opinion souverainiste.

## Historique
Le magazine a été créé en 1979 par Jacques Hurtubise alias Zyx, Hélène Fleury et Roch Côté.
En raison de plusieurs facteurs, le magazine cesse d'exister le 23 mai 1995. Principalement pour cause de la compétition, le magazine Safarir et au changement de plate-forme de l'humour. L'humour est devenu omniprésent dans la vie du public.
En avril 2013, Bibliothèque et Archives nationales du Québec annonce la publication en ligne de numérisations de tous les numéros du magazine. Il y manque encore quelques sections spéciales (parodies de journaux), quelques numéros hors-série (référendum de 1992) et les extras (dont la carte du monde Croc).
En novembre 2013, Michel Viau et Jean-Dominic Leduc publient le livre Les années Croc (416 pages), un historique du magazine qui contient aussi une compilation d'extraits et des inédits.
La revue revit en octobre 2019 pour un numéro spécial soulignant les 40 ans de cette publication avec les collaborateurs de la première époque, suivi d'un deuxième numéro en mars 2020,.

## Fiche technique
- Éditeur : Éditions Ludcom (Montréal) ;
- Format : 21,5 x 28 cm ;
- Nombre de pages : variable (de 54 à 62) ;
- Type de papier : couché ;
- Impression : quadrichromie ;
- Périodicité : mensuel ;
- Numéro 1 : octobre 1979 ;
- Numéro 189 : avril 1995 (dernier numéro).

## Spécial du mois
À chaque mois, outre plusieurs chroniques (souvent épelé « Crocniques »), les différentes contributions s'articulaient autour d'une thématique ou d'un sujet donné. Certains d'entre eux revinrent plusieurs fois.

### Quelques exemples
- Spécial police
- Spécial racisme
- Spécial gros
- Spécial Oh Canada
- Spécial troisième guerre mondiale
- Spécial Montréal
- Spécial Pages Jaunes
- Spécial Sécrétions des lectures indigestes

## Chroniques
- La presse en délire (découpures de journaux)
- BD Gaboury (par Serge Gaboury), histoires courtes d'une page chacune, la seule série présente dans les 189 numéros
- BD Les aventures de Hi-Ha (Serge Gaboury)
- BD En direct de nulle part (traduction française de The Far Side par Gary Larson)
- BD Les fiches du neurone banni (Jacques Goldstyn)
- BD Les aventures de Jérôme Bigras (Jean-Paul Eid)
- BD La légende des Jean-Guy (Claude Cloutier)
- BD Gilles La Jungle (Claude Cloutier)
- BD Flip-lip (Lucie Faniel)
- BD Xavier (Jules Prud'homme)
- BD Les aventures de Red Ketchup (Fournier et Godbout)
- BD Michel Risque (Fournier et Godbout)
- Photo-théâtre
- Les incompressibles (photo-théâtre avec Jacques Hurtubise et Pierre Lebeau)
- Tridimenteries (photo-théâtre de plasticine par Daniel Langlois)
- La fois où j'ai eu l'air le plus fou (une vedette différente signe un texte à chaque mois)
- L'encyclopédie Croc
- Capitaine Fish
- Ma vie (sous pseudonyme Eva Partout)
- Voyages (sous pseudonyme Marco Paulo)
- Gudule (Jacques Guay)

Beaucoup d'auteurs, scripteurs, humoristes et dessinateurs travaillent pour Croc au fil des ans.